# Shinzō Kōroki
Shinzō Kōroki (興梠 慎三 Kōroki Shinzō?,  Miyazaki, Miyazaki, 31 de julio de 1986) es un exfutbolista japonés que jugaba de delantero.

## Trayectoria

### Clubes
| Club                                | País  | Año       |
| ----------------------------------- | ----- | --------- |
| Kashima Antlers                     | Japón | 2005-2012 |
| Urawa Red Diamonds                  | Japón | 2013-2024 |
| Hokkaido Consadole Sapporo (cedido) | Japón | 2022      |

### Selección nacional
| Selección | País  | Año       |
| --------- | ----- | --------- |
| Sub-20    | Japón | 2004-2006 |
| Sub-23    | Japón | 2007      |
| Absoluta  | Japón | 2008-2015 |

## Estadísticas

### Clubes
- Actualizado hasta el 19 de octubre de 2017.

| Club                             | Div.          | Temporada     | Liga  | Liga  | Liga   | Copas nacionales(1) | Copas nacionales(1) | Copas nacionales(1) | Copas internacionales(2) | Copas internacionales(2) | Copas internacionales(2) | Total | Total | Total  | Media goleadora(3) |
| Club                             | Div.          | Temporada     | Part. | Goles | Asist. | Part.               | Goles               | Asist.              | Part.                    | Goles                    | Asist.                   | Part. | Goles | Asist. | Media goleadora(3) |
| -------------------------------- | ------------- | ------------- | ----- | ----- | ------ | ------------------- | ------------------- | ------------------- | ------------------------ | ------------------------ | ------------------------ | ----- | ----- | ------ | ------------------ |
| Kashima Antlers Japón            | 1.ª           | 2005          | 8     | 0     | 0      | 4                   | 1                   | 0                   | —                        | —                        | —                        | 12    | 1     | 0      | 0,08               |
| Kashima Antlers Japón            | 1.ª           | 2006          | 10    | 0     | 0      | 12                  | 0                   | 0                   | —                        | —                        | —                        | 22    | 0     | 0      | 0,00               |
| Kashima Antlers Japón            | 1.ª           | 2007          | 22    | 6     | 0      | 10                  | 0                   | 0                   | —                        | —                        | —                        | 32    | 6     | 0      | 0,19               |
| Kashima Antlers Japón            | 1.ª           | 2008          | 29    | 8     | 0      | 4                   | 0                   | 0                   | 7                        | 2                        | 1                        | 40    | 10    | 1      | 0,25               |
| Kashima Antlers Japón            | 1.ª           | 2009          | 32    | 12    | 8      | 6                   | 2                   | 1                   | 6                        | 3                        | 1                        | 44    | 17    | 10     | 0,39               |
| Kashima Antlers Japón            | 1.ª           | 2010          | 30    | 8     | 3      | 8                   | 3                   | 0                   | 7                        | 2                        | 0                        | 45    | 13    | 3      | 0,29               |
| Kashima Antlers Japón            | 1.ª           | 2011          | 31    | 4     | 4      | 7                   | 2                   | 1                   | 6                        | 3                        | 0                        | 44    | 9     | 5      | 0,20               |
| Kashima Antlers Japón            | 1.ª           | 2012          | 30    | 11    | 4      | 13                  | 4                   | 1                   | 1                        | 0                        | 0                        | 44    | 15    | 5      | 0,34               |
| Kashima Antlers Japón            | Total club    | Total club    | 192   | 49    | 19     | 64                  | 12                  | 3                   | 27                       | 10                       | 2                        | 283   | 71    | 24     | 0,25               |
| Urawa Red Diamonds Japón         | 1.ª           | 2013          | 33    | 13    | 7      | 4                   | 5                   | 0                   | 5                        | 1                        | 0                        | 42    | 19    | 7      | 0,45               |
| Urawa Red Diamonds Japón         | 1.ª           | 2014          | 31    | 12    | 3      | 6                   | 2                   | 0                   | —                        | —                        | —                        | 37    | 14    | 3      | 0,38               |
| Urawa Red Diamonds Japón         | 1.ª           | 2015          | 26    | 12    | 3      | 4                   | 3                   | 0                   | 2                        | 1                        | 0                        | 32    | 16    | 3      | 0,50               |
| Urawa Red Diamonds Japón         | 1.ª           | 2016          | 32    | 15    | 4      | 6                   | 4                   | 1                   | 8                        | 2                        | 0                        | 46    | 21    | 5      | 0,46               |
| Urawa Red Diamonds Japón         | 1.ª           | 2017          | 29    | 19    | 4      | 3                   | 2                   | 0                   | 10                       | 4                        | 3                        | 42    | 25    | 7      | 0,60               |
| Urawa Red Diamonds Japón         | 1.ª           | 2018          | 33    | 15    | 0      | 9                   | 5                   | 4                   | 2                        | 0                        | 0                        | 44    | 20    | 4      | 0,45               |
| Urawa Red Diamonds Japón         | 1.ª           | 2019          | 31    | 12    | 1      | 3                   | 1                   | 1                   | 14                       | 8                        | 0                        | 48    | 21    | 2      | 0,44               |
| Urawa Red Diamonds Japón         | 1.ª           | 2020          | 30    | 10    | 0      | —                   | —                   | —                   | —                        | —                        | —                        | 30    | 10    | 0      | 0,33               |
| Urawa Red Diamonds Japón         | 1.ª           | 2021          | 20    | 1     | 0      | 10                  | 1                   | 0                   | —                        | —                        | —                        | 30    | 2     | 1      | 0,06               |
| Hokkaido Consadole Sapporo Japón | 1.ª           | 2022          | 21    | 5     | 1      | 1                   | 0                   | 0                   | 2                        | 1                        | 0                        | 24    | 6     | 1      | 0,25               |
| Hokkaido Consadole Sapporo Japón | Total club    | Total club    | 21    | 5     | 1      | 1                   | 0                   | 0                   | 2                        | 1                        | 0                        | 24    | 6     | 1      | 0,25               |
| Urawa Red Diamonds Japón         | 1.ª           | 2023          | 29    | 4     | 0      | 7                   | 0                   | 0                   | —                        | —                        | —                        | 36    | 4     | 0      | 0,11               |
| Urawa Red Diamonds Japón         | 1.ª           | 2024          | 2     | 0     | 0      | —                   | —                   | —                   | 6                        | 1                        | 0                        | 8     | 1     | 0      | 0,12               |
| Urawa Red Diamonds Japón         | Total club    | Total club    | 296   | 113   | 23     | 56                  | 25                  | 6                   | 59                       | 17                       | 3                        | 411   | 155   | 32     | 0,38               |
| Total carrera                    | Total carrera | Total carrera | 509   | 167   | 43     | 121                 | 37                  | 9                   | 88                       | 28                       | 5                        | 718   | 232   | 57     | 0,32               |

### Resumen estadístico
|                       | Partidos | Goles | Promedio |
| --------------------- | -------- | ----- | -------- |
| Liga                  | 509      | 167   | 0,33     |
| Copas nacionales      | 121      | 37    | 0,31     |
| Copas internacionales | 88       | 28    | 0,32     |
| Selección de Japón    | 16       | 0     | 0,00     |
| Total                 | 734      | 166   | 0,23     |

## Palmarés

### Títulos nacionales
| Título             | Club               | País  | Año  |
| ------------------ | ------------------ | ----- | ---- |
| J1 League          | Kashima Antlers    | Japón | 2007 |
| Copa del Emperador | Kashima Antlers    | Japón | 2007 |
| J1 League          | Kashima Antlers    | Japón | 2008 |
| Supercopa de Japón | Kashima Antlers    | Japón | 2009 |
| J1 League          | Kashima Antlers    | Japón | 2009 |
| Supercopa de Japón | Kashima Antlers    | Japón | 2010 |
| Copa del Emperador | Kashima Antlers    | Japón | 2010 |
| Copa J. League     | Kashima Antlers    | Japón | 2011 |
| Copa J. League     | Kashima Antlers    | Japón | 2012 |
| Copa J. League     | Urawa Red Diamonds | Japón | 2016 |
| Copa del Emperador | Urawa Red Diamonds | Japón | 2018 |
| Copa del Emperador | Urawa Red Diamonds | Japón | 2021 |

### Títulos internacionales
| Título                      | Club (*)           | Sede    | Año  |
| --------------------------- | ------------------ | ------- | ---- |
| Copa Suruga Bank            | Kashima Antlers    | Kashima | 2012 |
| Copa Suruga Bank            | Urawa Red Diamonds | Saitama | 2017 |
| Liga de Campeones de la AFC | Urawa Red Diamonds | Saitama | 2017 |
| Liga de Campeones de la AFC | Urawa Red Diamonds | Saitama | 2022 |

(*) Incluyendo la selección.

### Distinciones individuales
| Distinción                                  | Año  |
| ------------------------------------------- | ---- |
| Jugador excepcional del Año de la J. League | 2016 |
| J. League Best XI                           | 2017 |